# British Home Championship 1885/86
Die British Home Championship 1885/86 war die dritte Austragung des Turniers für die Fußballnationalmannschaften des Vereinigten Königreiches und fand von Februar bis April 1886 statt. Gespielt wurde in einer einfachen Ligarunde, jeder gegen jeden.
Schottland und England teilten sich den Titel, nachdem beide punktgleich auf Platz eins gelandet waren. Für Schottland war es der dritte Titel, während England zum ersten Mal gewann.
| Pl.                                            | Verein     | Sp. | S | U | N | Tore    | Diff. | Punkte |
| ---------------------------------------------- | ---------- | --- | - | - | - | ------- | ----- | ------ |
| 1.                                             | Schottland | 3   | 2 | 1 | 0 | 012:400 | +8    | 05:10  |
| 1.                                             | England    | 3   | 2 | 1 | 0 | 010:300 | +7    | 05:10  |
| 3.                                             | Wales      | 3   | 1 | 0 | 2 | 007:700 | ±0    | 02:40  |
| 4.                                             | Irland     | 3   | 0 | 0 | 3 | 003:180 | −15   | 0:60   |
| England und Schottland teilten sich den Titel. |            |     |   |   |   |         |       |        |

|                        |   |            |     |
| 27. Februar in Wrexham |   |            |     |
| Wales                  | – | Irland     | 5:0 |
| 13. März in Belfast    |   |            |     |
| Irland                 | – | England    | 1:6 |
| 20. März in Belfast    |   |            |     |
| Irland                 | – | Schottland | 2:7 |
| 27. März in Glasgow    |   |            |     |
| Schottland             | – | England    | 1:1 |
| 29. März in Wrexham    |   |            |     |
| Wales                  | – | England    | 1:3 |
| 10. April in Glasgow   |   |            |     |
| Schottland             | – | Wales      | 4:1 |